# Cyrioctea aschaensis
Cyrioctea aschaensis är en spindelart som beskrevs av Rita Delia Schiapelli och Gerschman 1942. Cyrioctea aschaensis ingår i släktet Cyrioctea och familjen Zodariidae. Inga underarter finns listade i Catalogue of Life.